# Tsuyoshi Shimamura
Tsuyoshi Shimamura (島村 毅 Shimamura Tsuyoshi?), född 10 augusti 1985 i Saitama prefektur, är en japansk fotbollsspelare.
Shimamura började sin karriär 2008 i Shonan Bellmare. 2011 blev han utlånad till Tokushima Vortis. Han gick tillbaka till Shonan Bellmare 2012. Med Shonan Bellmare vann han japanska ligacupen 2018. Han avslutade karriären 2018.